# 나카야마 유마 w/7 WEST
나카야마 유마 w/7 WEST(나카야마 유마 위드 세븐 웨스트)는 칸사이 쟈니즈 Jr.의 남성 아이돌 그룹이다. 쟈니즈 사무소 소속. 나카야마 유마와 7 WEST가 함께 활동할 때에 이 유닛명을 사용한다.

## 약력
2008년, 칸사이 자니즈 Jr.의 여름 콘서트 《칸사이 쟈니즈 Jr.@오사카 쇼치쿠좌 2008 여름》에서 〈나카야마 유마 w/Hey! Say! 7 WEST〉로서 결성.
2009년, Hey! Say! 7 WEST의 개명에 따라 유닛명을 〈나카야마 유마 w/7 WEST〉로 바꿨다.

## 멤버
- 나카야마 유마 (1994년1월 13일 ~ )

7 WEST
- 시게오카 다이키 (1992년 8월 26일 ~ )
- 카미야마 토모히로 (1993년 7월 1일 ~ )
- 후지이 류세이 (1993년 8월 18일 ~ )
- 코타키 노조무 (1996년 7월 30일 ~ )

### 전 멤버
- 타케모토 신페이 (1993년 9월 16일 ~ )
- 신가키 유토 (1995년 7월 10일 ~ )

## 오리지널 곡
2008년
- Dial up

후에 NYCboys가 커버하여, 싱글 〈악마같은 사랑/NYC〉에 수록.
2009년
- why did you go?

후에 가사를 변경하여 나카야마 유마 w/B.I.Shadow가 커버하여, 〈악마같은 사랑/NYC〉에 수록.
- 裸の誓い / 꾸밈없는 맹세
- キラリ☆traveler / 반짝☆traveler
- ジゴロイズム / 지고로이즘

구 〈地獄の摩天楼 지옥의 마천루〉
- スマイル! スマイル! / 스마일! 스마일!
- Happy birthday to you

나카야마 유마가 작사에 참여.
- ずっとありがとう / 항상 고마워

멤버가 작곡에 참여.
2010년
- 君の罠だけ幻でも構わない / 네 함정뿐인 환상일지라도 상관없다

## 같이 보기
- 7 WEST